# Diblemma donisthorpei
Diblemma donisthorpei är en spindelart som beskrevs av O. Pickard-Cambridge 1908. Diblemma donisthorpei ingår i släktet Diblemma och familjen dansspindlar. Inga underarter finns listade i Catalogue of Life.